# Осиповичі I
Осиповичі І (біл. Асіповічы І) — вузлова залізнична станція Могильовського відділення Білоруської залізниці на перетині електрифікованої магістральної лінії південно-східного напрямку (від Мінська) Мінськ — Гомель та неелектрифікованої лінії Могильов I — Барановичі-Поліські.
Розташована в однойменному місті Могильовської області.
До складу об'єднаної станції входять дев'ять проміжних станцій: Осиповичі II. Осиповичі III, Деревці, Верейці, Лапич, Гродзянка, Дараганове, Татарка, Єлізово, які взаємодіють між собою. Крім того, до складу станції Осиповичі І входить вокзал, призначений для обслуговування пасажирів, прийому, відправлення багажу і вантажобагажу. Підходи до станції Осиповичі І обладнані мостами і дворівневими шляхопроводами.

## Історія
Станція Осиповичі І виникла під час будівництва Лібаво-Роменської залізниці, що проходила лісисто-болотистою місцевістю маєтку Вітгенштейна. Це була невелика проміжна станція, розташована на 273 версті від станції Віленська. До станції примикали одноколійні перегони Осиповичі — Верейці і Осиповичі — Татарка.
Перший паровозний гудок пролунав над містом Осиповичі у вересні 1873 року. Тоді була відкрита для руху поїздів дільниця Віленська (нині — Мінськ-Пасажирський) — Бобруйськ, яка була четвертим напрямком від Мінська.
30 квітня 1876 року було прийнято рішення приєднати до Ландварово-Роменської залізниці безприбуткову Лібавську залізниця і змінити назву залізниці на Лібаво-Роменську. Управління Лібаво-Роменської залізниці розташовувалося у Мінську.
На станції був побудований дерев'яний вокзал, пакгауз, відкрита платформа і п'ять дерев'яних будинків для обслуговчого персоналу. Вокзал розміщувався в двоповерховому дерев'яному будинку наприкінці перону зі сторони Мінська.
20 березня 1930 року дільниці Могильов — Жлобин, Могильов — Кричев I — Рославль I і Могильов I — Осиповичі передані Західній залізниці із виключенням зі складу Московсько-Білорусько-Балтійської залізниці.
На залізничній станції Осиповичі І в ніч з 29 на 30 липня 1943 року була вчинена наймасштабніша за всю історію Другої світової війни диверсія. У вогні знищено 4 ворожих ешелону з авіапаливом, боєприпасами і бронетехнікою, в тому числі 30 новітніх танків «Тигр». Стільки випускала вся німецька танкова промисловість за місяць. Пожежа і вибухи тривали більше 10 годин. Охорона, розташованого поблизу концтабору, розбіглася, і ув'язнені вирвалися на волю. Здійснив цю унікальну диверсію комсомолець-підпільник, зв'язківець партизанської бригади і диверсант спецгрупи «Сміливці» Федор Крилович. Біля вокзалу станції встановлений пам'ятник Федору Криловичу.
1952 року зведено нову будівлю вокзалу, що дозволило поліпшити обслуговування як місцевих, так і транзитних пасажирів. Для забезпечення безпечного переходу пасажирів і жителів міста через колії в районі вокзалу у 1953 році був побудований пішохідний міст.
3 листопада 1972 року завершена електрифікація дільниці Талька — Осиповичі. Відкрито рух приміських електропоїздів сполученням Мінськ — Осиповичі.
2003 року закінчено капітальний ремонт вокзалу і прилеглої території.

## Інфраструктура

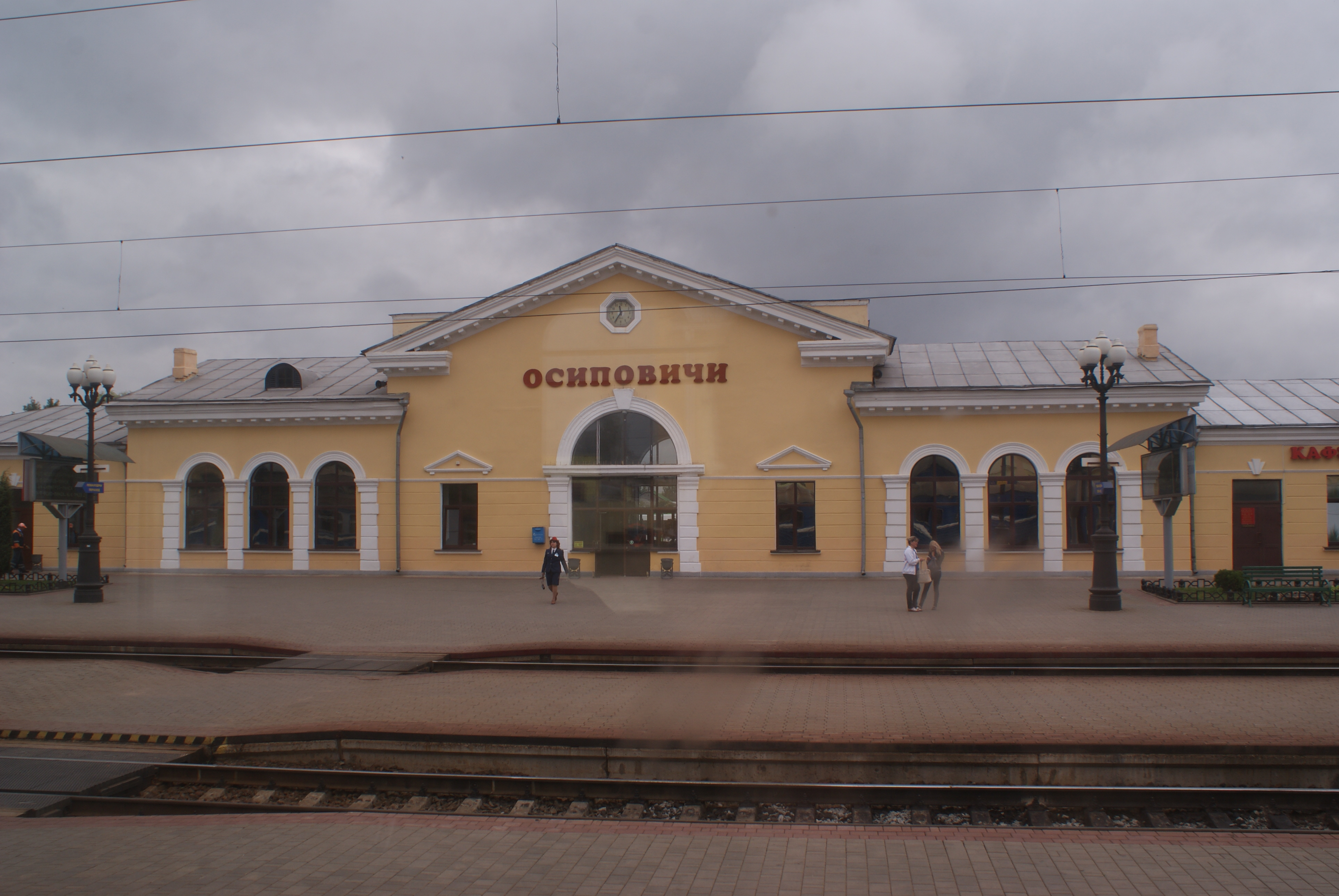
Залізничний вокзал

Вокзал Осиповичі І за діяльністю 3-го класу. До складу вокзального комплексу входять: пасажирська будівля, перон, три острівних платформи, три пішохідних переходи, один пішохідний міст, багажне відділення, туалет.
Особам з обмеженими можливостями при необхідності надається допомога при посадці (висадці) на пасажирські потяги. Входи, виходи від вокзалу до перону і платформ знаходяться в одному рівні. На вокзалі розміщені інформаційні таблички для пасажирів з обмеженими можливостями..
Локомотивне депо розташовується на території станції між Пасажирським і Могилівським парками по острівному типу. Відновлювальний поїзд знаходиться на 74-й колії локомотивного депо. Пожежний аварійно-рятувальний поїзд — на 73-й колії локомотивного депо.
Станція Осиповичі І за призначенням і характером експлуатаційної роботи є дільничною станцією. Залежно від обсягу операцій, що виконуються з пасажирськими і вантажними потягами і вагонами, складності роботи станція Осиповичі І віднесена до позакласних станцій на підставі наказу начальника Білоруської залізниці.
За кількістю сортувальних комплектів станція є двосторонньою з паралельним розташуванням Слуцького і Жлобинського парків і поздовжньо-послідовним розташуванням Могильовського, пасажирського, Мінського парків.
Станція призначена для розформування і формування вантажних поїздів, виконання виробничих операцій з обслуговування вантажних потягів і вагонів, підготовки вантажних вагонів під навантаження, вантажних операцій з вагонами, формування і обслуговування пасажирських потягів.
Станція Осиповичі І виконує значний обсяг роботи по переробці різних категорій вагонопотоків на Білоруській залізниці. Це пов'язано з її розташуванням на перетині двох найбільш важливих напрямків мережі Білоруської залізниці.

## Пасажирське сполучення
Через станцію Осиповичі І прямують пасажирські поїзди міжнародних та міжрегіональних ліній, а також поїзди регіональних ліній бізнес- та економ-класу.
В середньому за добу з вокзалу станції Осиповичі І відправляється 2624 пасажира, з них у приміському сполученні 2333 пасажирів, у внутрішньореспубліканському і міжнародному сполученні 291 пасажир.
Поїзди далекого сполучення
Пасажирські поїзди далекого сполучення з'єднують станцію Осиповичі І з Мінськом, Брестом, Барановичами, Гомелем, Гродно, Могильовом, Калінінградом, Львовом, Одесою, Києвом, Рівне, Сумами, Харковом, Запоріжжям, Адлером; Новоолексіївкою, Анапою, Кисловодськом (у літній період).
Поїзди приміського сполучення
Приміське сполучення здійснюється поїздами регіональних ліній економкласу до Мінська, Березини, Бобруйська, Гродзянки, Жлобина, Несети, Рабкора, Солігорська, Телуши.
Актуальний розклад руху пасажирських потягів на сайті Білоруської залізниці.

## Галерея

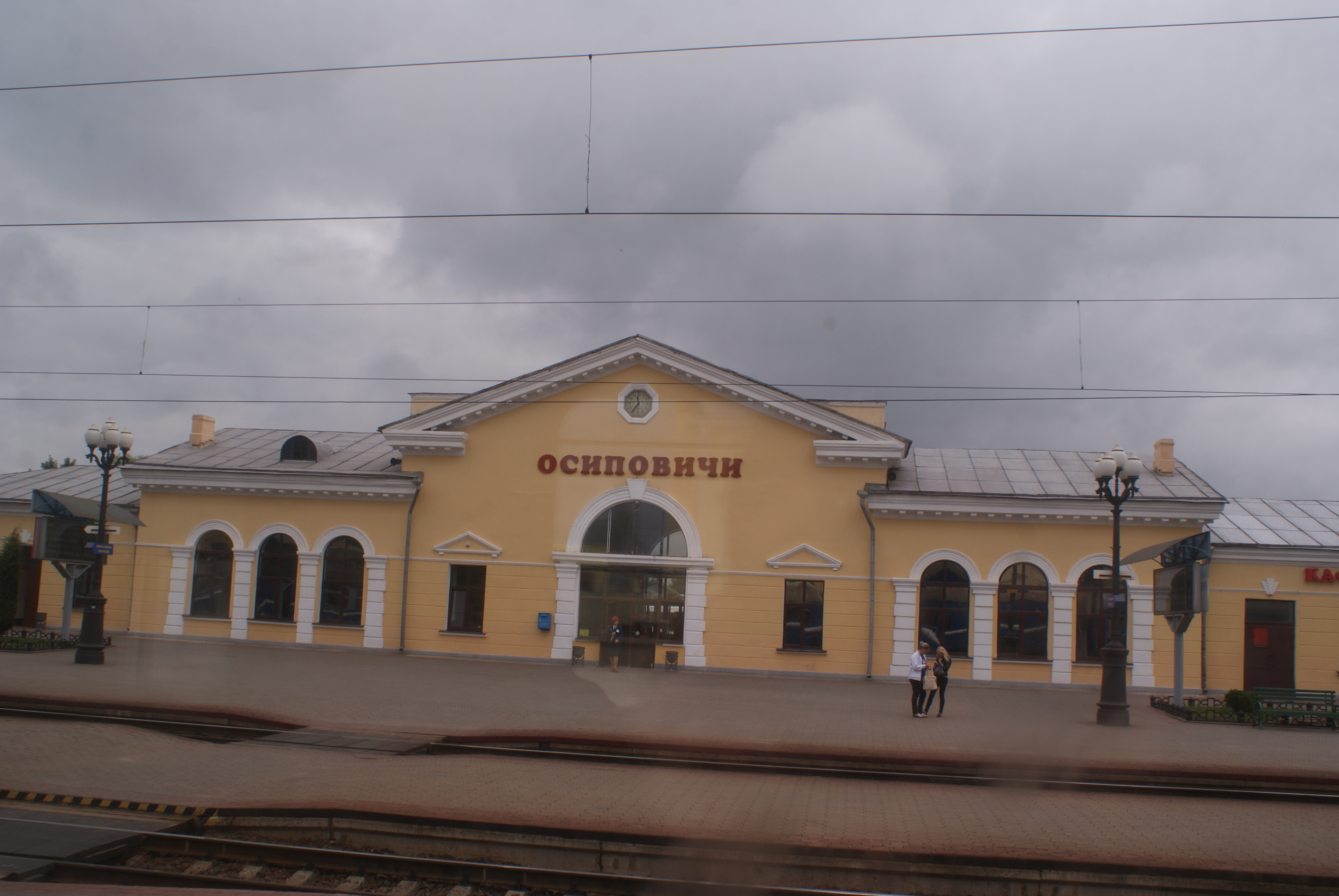
Вокзал з платформ
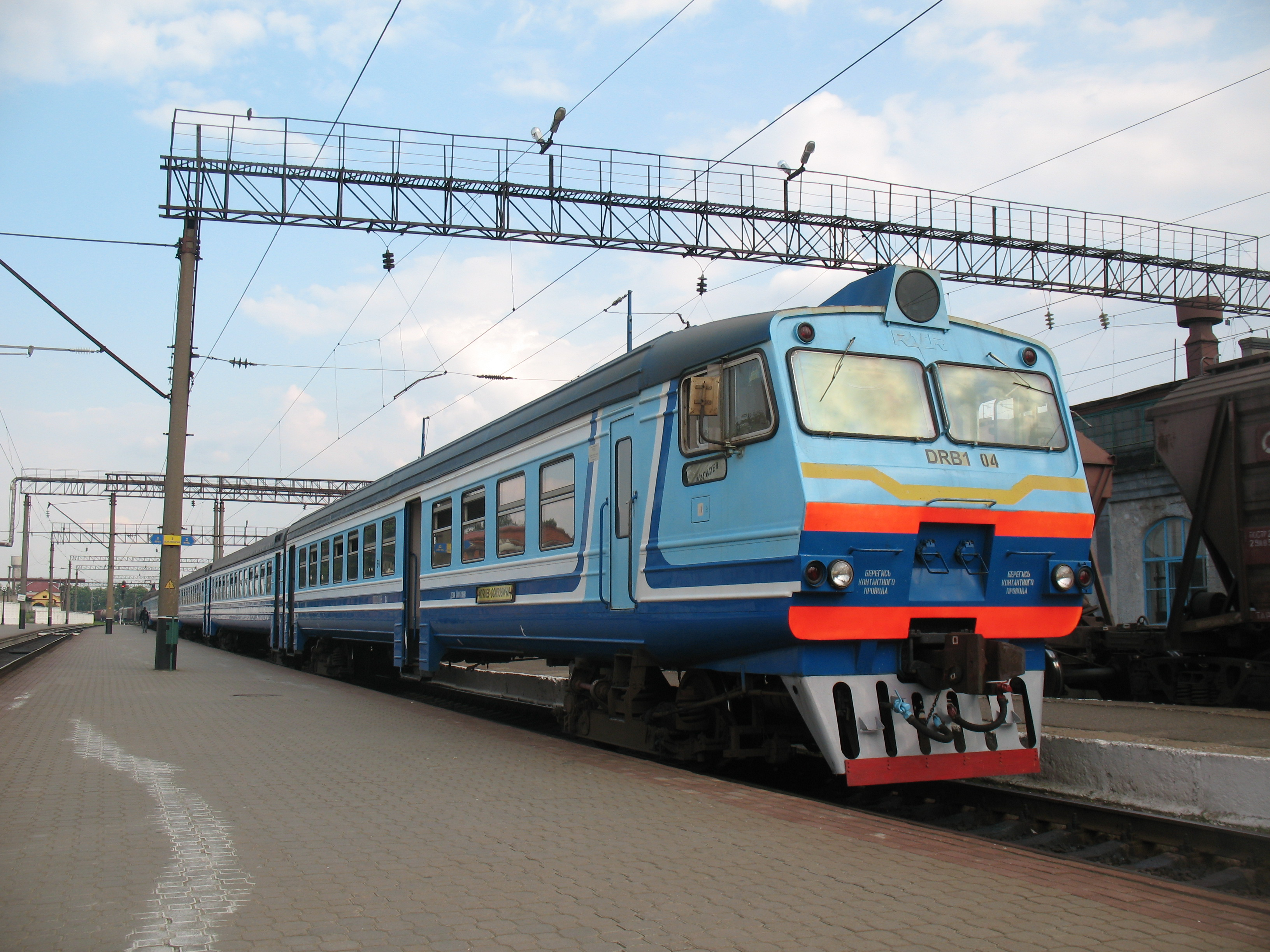
Дизель-поїзд DRB1-04 на станції Осиповичі І
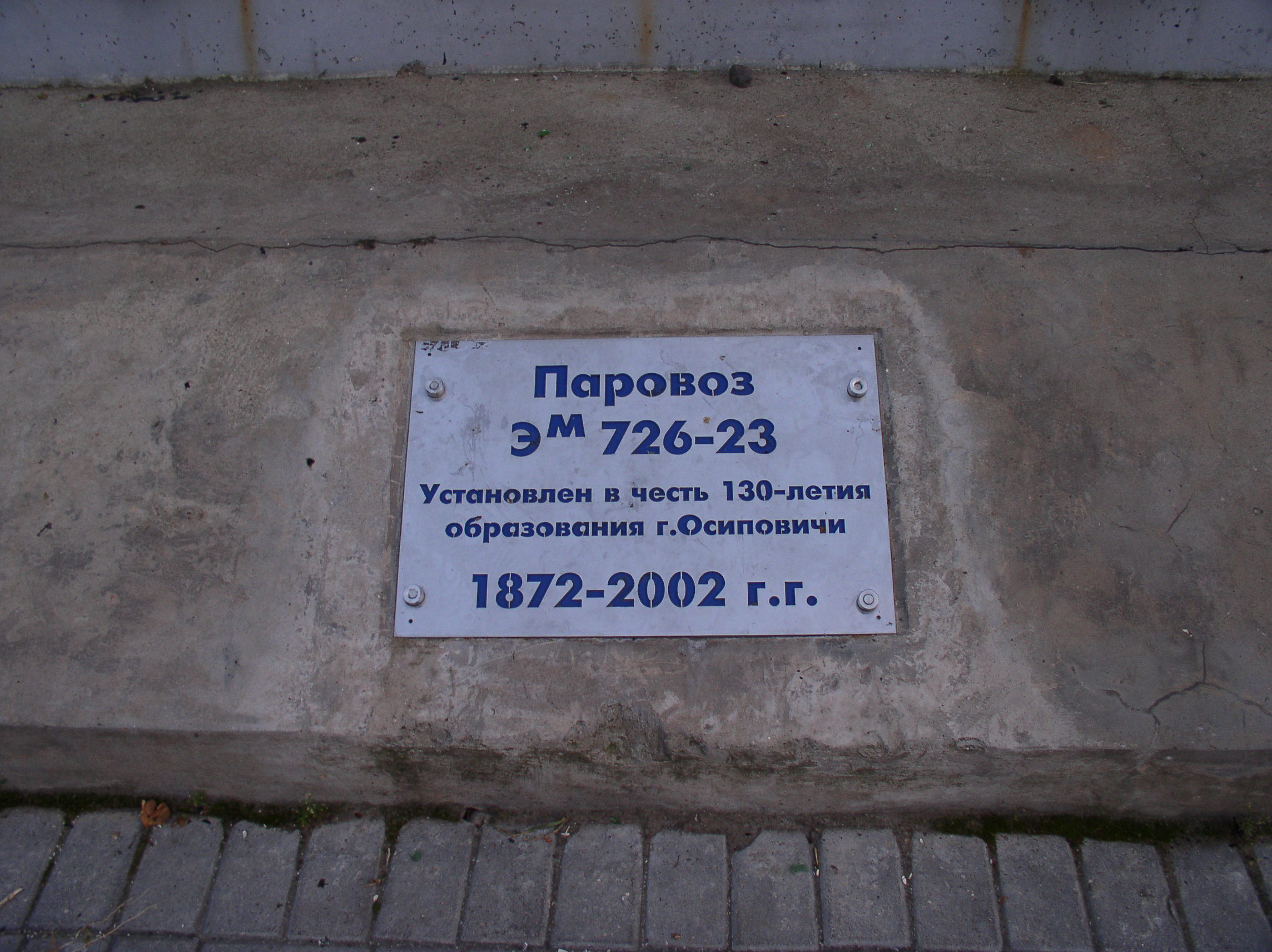
Пам'ятна дошка
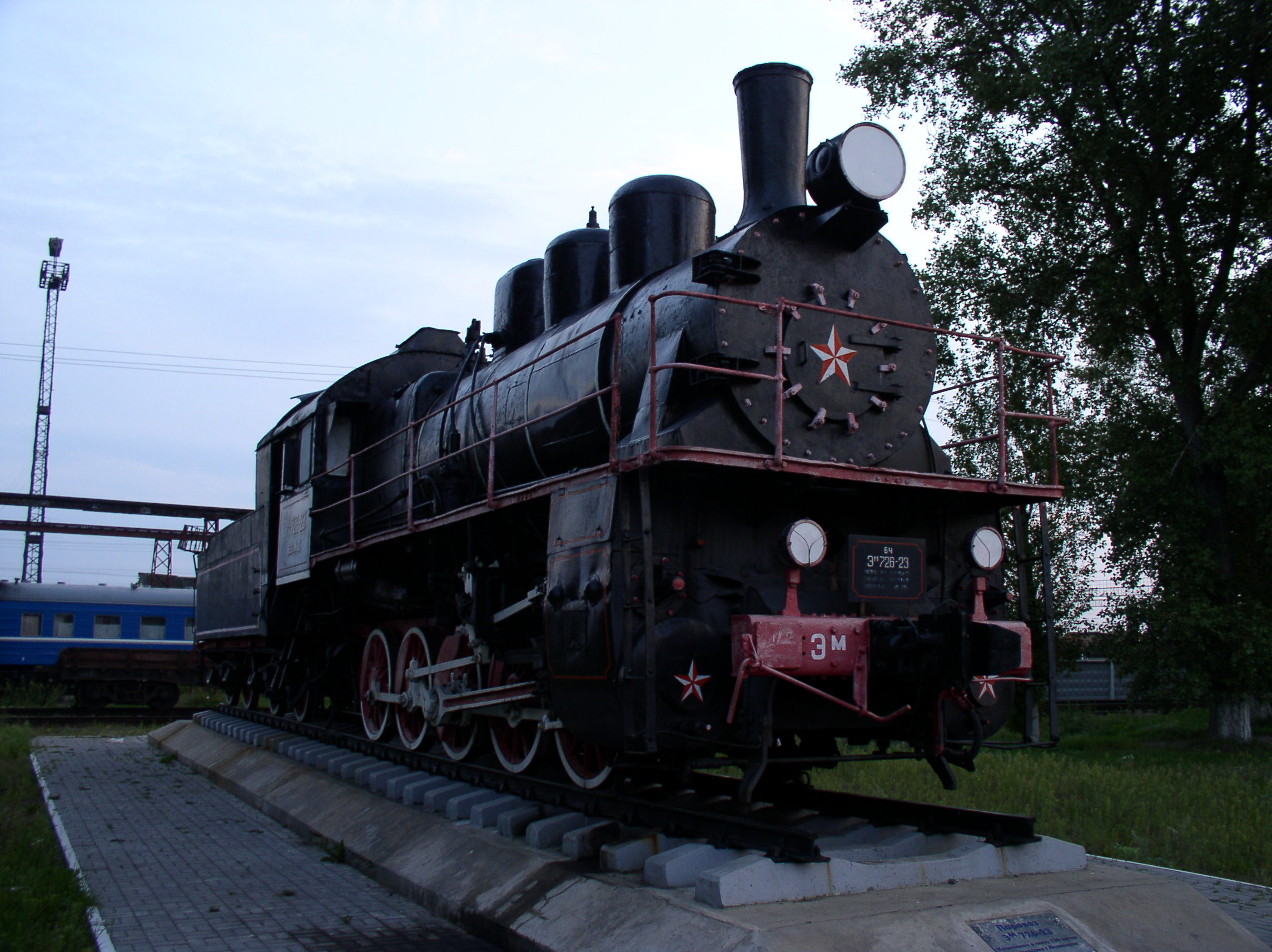
Паровоз EM- 726-23
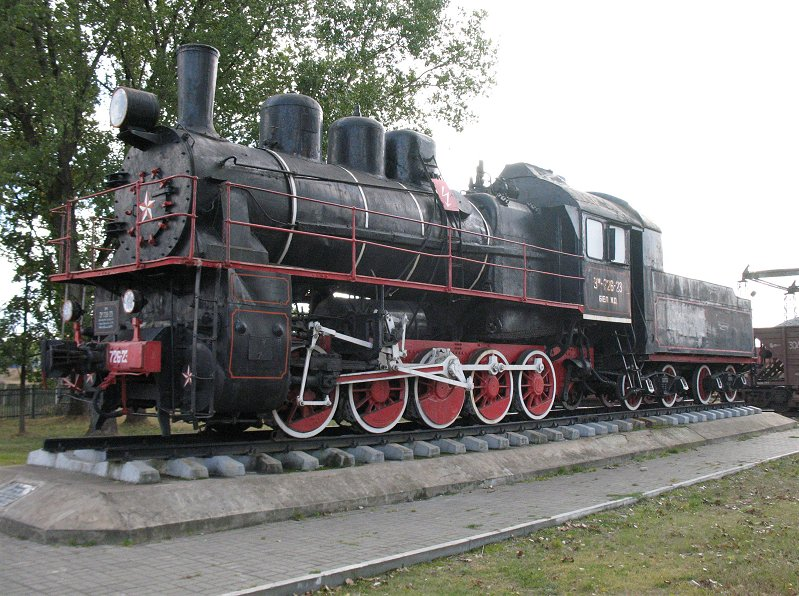
Пам'ятник паровозу, який експлуатувався на лінії Мінськ — Гомель
- Дизель-поїзд Осиповичі — Мінськ (2012)